# Señales de Forex
Una Señal de Forex es un servicio que envía datos sobre como realizar operaciones en un par de divisas en Forex, usualmente dados en un momento y precio específicos. La señal es generada ya sea por un analista o por un sistema automatizado. Debido a su naturaleza, son enviadas usualmente mediante correo electrónico, mensaje de texto, u otros métodos similares.

## Tipos de servicios
Los servicios de señales de Forex se clasifican en 4 categorías:
1. Typical forex signalsSeñales gratuitas

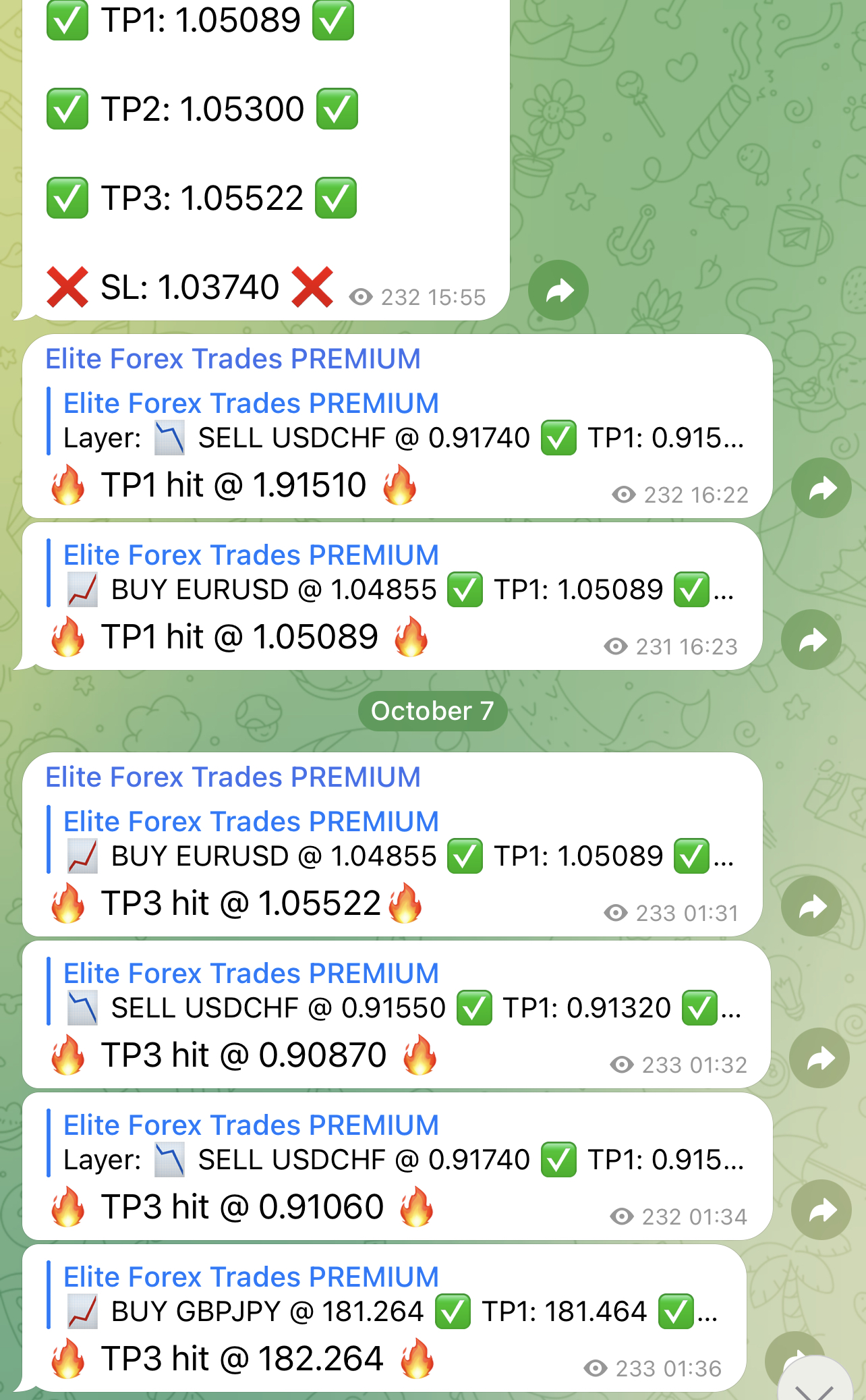
Typical [https://eliteforextrades.com forex signals

2. Señales pagadas a un proveedor ya sea de análisis personal o algorítmico.
3. Señales agregadas desde múltiples fuentes de señales.
4. Señales proveidas por un software de tradind instalado en el computador del trador, también conocido como robot forex.[3]

## Características típicas ofrecidas por un proveedor de señales de Forex
Los principales servicios ofrecidos por un proveedor de señales de Forex son:
- Cifras exactas o aproximadas de entrada, salida y stop loss para operaciones en uno o más pares de divisas
- Gráficos y/o análisis de apoyo para las señales
- Un historial de trading que muestra el número de ganancias/pérdidas de pips por mes y/o la relación riesgo/recompensa. A veces (especialmente en el caso de los robots de forex) esto puede mostrarse como resultados probados
- Coaching individual o interacción adicional con el proveedor de señal, como comentarios, foro, etc.
- Gestión de cuentas mediante la cual el proveedor de señales puede comerciar la cuenta de un suscriptor
- Recursos educativos ya sea a través de Internet o teléfono
- Un período de prueba por un precio menor